# Рігелсвілл (Пенсільванія)
Рігелсвілл (англ. Riegelsville) — місто (англ. borough) в США, в окрузі Бакс штату Пенсільванія. Населення — 847 осіб (2020).

## Географія
Рігелсвілл розташований за координатами 40°35′42″ пн. ш. 75°11′55″ зх. д. / 40.59500° пн. ш. 75.19861° зх. д. (40.594907, -75.198556).  За даними Бюро перепису населення США в 2010 році місто мало площу 2,79 км², з яких 2,61 км² — суходіл та 0,19 км² — водойми.

### Клімат
| Клімат : Рігелсвілл     | Клімат : Рігелсвілл | Клімат : Рігелсвілл | Клімат : Рігелсвілл | Клімат : Рігелсвілл | Клімат : Рігелсвілл | Клімат : Рігелсвілл | Клімат : Рігелсвілл | Клімат : Рігелсвілл | Клімат : Рігелсвілл | Клімат : Рігелсвілл | Клімат : Рігелсвілл | Клімат : Рігелсвілл | Клімат : Рігелсвілл |
| Показник                | Січ.                | Лют.                | Бер.                | Квіт.               | Трав.               | Черв.               | Лип.                | Серп.               | Вер.                | Жовт.               | Лист.               | Груд.               | Рік                 |
| Абсолютний максимум, °C | 21,2                | 25,8                | 30,9                | 34,6                | 34,7                | 35,3                | 39,0                | 37,6                | 36,1                | 32,1                | 27,0                | 23,3                | 39,0                |
| Середній максимум, °C   | 3,3                 | 5,3                 | 10,2                | 17,1                | 22,6                | 27,4                | 29,6                | 28,5                | 24,8                | 18,3                | 12,4                | 5,8                 | 17,2                |
| Середня температура, °C | −1,4                | 0,1                 | 4,4                 | 10,6                | 16,1                | 21,1                | 23,7                | 22,6                | 18,6                | 12,1                | 6,8                 | 1,2                 | 11,4                |
| Середній мінімум, °C    | −6,2                | −5,1                | −1,3                | 4,1                 | 9,5                 | 14,9                | 17,7                | 16,7                | 12,3                | 5,8                 | 1,3                 | −3,4                | 5,6                 |
| Абсолютний мінімум, °C  | −25,2               | −21                 | −17,1               | −8,6                | −0,1                | 4,4                 | 7,6                 | 4,7                 | 1,2                 | −5,2                | −12,7               | −19,3               | −25,2               |
| Норма опадів, мм        | 84                  | 71                  | 90                  | 102                 | 109                 | 110                 | 128                 | 104                 | 116                 | 112                 | 92                  | 101                 | 1220                |
| Вологість повітря, %    | 67.9                | 63.5                | 58.9                | 57.5                | 62.2                | 67.4                | 67.7                | 70.6                | 71.6                | 70.4                | 68.3                | 68.7                | 66.3                |
| ----------------------- | ------------------- | ------------------- | ------------------- | ------------------- | ------------------- | ------------------- | ------------------- | ------------------- | ------------------- | ------------------- | ------------------- | ------------------- | ------------------- |
| Джерело: PRISM          |                     |                     |                     |                     |                     |                     |                     |                     |                     |                     |                     |                     |                     |

## Демографія
Згідно з переписом 2010 року, у селищі мешкало 868 осіб у 374 домогосподарствах у складі 240 родин. Густота населення становила 311 осіб/км².  Було 412 помешкання (148/км²).
Расовий склад населення:
| - 98,5 % — білих - 0,3 % — корінних американців - 0,2 % — чорних або афроамериканців - 0,2 % — азіатів |

До двох чи більше рас належало 0,5 %. Частка іспаномовних становила 2,0 % від усіх жителів.
За віковим діапазоном населення розподілялося таким чином: 18,8 % — особи молодші 18 років, 67,3 % — особи у віці 18—64 років, 13,9 % — особи у віці 65 років та старші. Медіана віку мешканця становила 44,5 року. На 100 осіб жіночої статі у селищі припадало 103,8 чоловіків;  на 100 жінок у віці від 18 років та старших — 104,3 чоловіків також старших 18 років.
Середній дохід на одне домашнє господарство  становив 88 882 долари США (медіана — 73 438), а середній дохід на одну сім'ю — 103 644 долари (медіана — 91 667). Медіана доходів становила 61 250 доларів для чоловіків та 51 818 доларів для жінок. За межею бідності перебувало 6,4 % осіб, у тому числі 10,1 % дітей у віці до 18 років та 1,4 % осіб у віці 65 років та старших.
Цивільне працевлаштоване населення становило 416 осіб. Основні галузі зайнятості: освіта, охорона здоров'я та соціальна допомога — 18,8 %, виробництво — 13,9 %, роздрібна торгівля — 12,7 %.